# Listă de orașe-fantomă
Lista conține o serie de localități considerate oraș-fantomă:
- Ağdam
- Cernobîl
- Cook, South Australia
- Craco, Italia
- Kahtubek
- Kayaköy, Turcia
- Kazahdarya
- Prîpeat
- Tombstone, Arizona
- Varosia, Cipru
- Villa Epecuén, Argentina